# Myszyniec (gmina)
Pour les articles homonymes, voir Myszyniec (homonymie).
Myszyniec est une gmina urbaine-rurale (gmina miejsko-wiejska) ou mixte de la powiat d'Ostrołęka, dans la Voïvodie de Mazovie, dans le centre-est de la Pologne.
Son siège administratif (chef-lieu) est la ville de Myszyniec, qui se situe environ 38 kilomètres au nord d'Ostrołęka (siège de la powiat) et 132 kilomètres au nord de Varsovie (capitale de la Pologne).
La gmina couvre une superficie de 228,59 km2 pour une population de 10 182 habitants en 2006 avec une population de 3 014 habitants pour la ville de Myszyniec et une population de la partie rurale de la gmina de 7 168 habitants.

## Histoire
De 1975 à 1998, la gmina est attachée administrativement à la voïvodie d'Ostrołęka.

Depuis 1999, elle fait partie de la voïvodie de Mazovie.

## Géographie
Outre la ville de Myszyniec, la gmina inclut les villages et localités de :

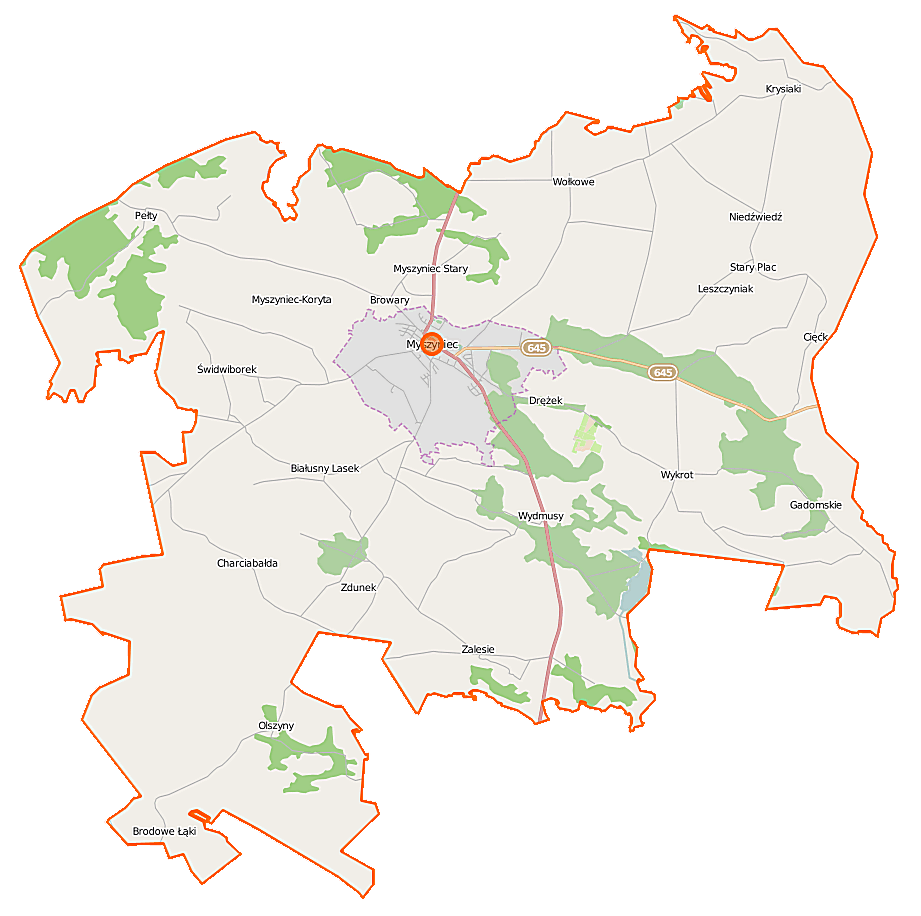
Plan de la gmina

- Białusny Lasek
- Charciabałda
- Cięćk
- Drężek
- Gadomskie
- Krysiaki
- Myszyniec-Koryta
- Niedźwiedź
- Olszyny
- Pełty
- Stary Myszyniec
- Świdwiborek
- Wolkowe
- Wydmusy
- Wykrot
- Zalesie
- Zdunek

### Gminy voisines
La gmina de Myszyniec est voisine des gminy suivantes :
- Baranowo
- Czarnia
- Kadzidło
- Łyse
- Rozogi

## Structure du terrain
D'après les données de 2002, la superficie de la commune de Myszyniec est de 228,59 km2, répartis comme tel :
- terres agricoles : 71 %
- forêts : 24 %

La commune représente 10,89 % de la superficie du powiat.

## Démographie
Données du 30 juin 2004 :
| Description        | Total  | Total | Femmes | Femmes | Hommes | Hommes |
| ------------------ | ------ | ----- | ------ | ------ | ------ | ------ |
| Unité              | Nombre | %     | Nombre | %      | Nombre | %      |
| Population         | 10 250 | 100   | 4 992  | 48,7   | 5 258  | 51,3   |
| Densité (hab./km²) | 44,8   | 44,8  | 21,8   | 21,8   | 23     | 23     |